# Сахнюк Віктор Вікторович
Віктор Вікторович Сахнюк (нар. 4 червня 1990, Київ, УРСР) — український футболіст, нападник. Колишній гравець молодіжної збірної України.

## Життєпис

### Клубна кар'єра
Футболом розпочав займатися в юнацькій команді «Локомотив» (Київ), а вже згодом продовжив свої виступи у молодіжній академії столичного «Динамо». У юнацькому чемпіонаті України (ДЮФЛУ) з 2004 по 2007 рік захищав кольори «динамівців», у 2007 році короткий період часу виступав в аматорському клубі «Діназ» (Вишгород). Після цього вирушив до Словаччини, де підписав контракт з місцевим «Ружомберком». У словацькому клубі тренувався з першою командою та провів за неї 4 офіційні матчі у вищому дивізіоні, однак після зміни тренера на молодого українця новий головний тренер не розраховував, тому Сахнюк виступав виключно за другий склад. Виступав у команді протягом 2 років, після чого повернувася в Україну. Спочатку виступав за аматорський колектив «Діназ» (2 матчі, 1 гол). По ходу сезону 2010/11 років підписав контракт з прем'єрліговим київським «Арсеналом», але виступав лише за дублюючий склад (34 матчі, 11 голів).
У вересні 2012 року знову виїхав до Словаччини, де на правах оренди підписав контракт з «Дуклою» (Банська Бистриця). Дебютував у «Дуклі» 16 вересня в нічийному (2:2) домашнього поєдинку 9-го туру словацької Суперліги проти «Жиліни». Віктор вийшов на поле на 83-й хвилині, замінивши Фабіана Сланчика. Єдиним голом у футболці клубу з Банської Бистриці відзначився 29 вересня 2012 року на 64-й хвилині нічийного (1:1) домашнього поєдинку 11-го туру словацької Суперліги проти братиславського «Слована». Сахнюк вийшов на поле в стартовому складі та відіграв увесь матч. Уже взимку 2012 року гравець достроково залишив «Дуклу». Влітку 2013 року перейшов до друголігового словацького клубу «Татран» (Ліптовський Мікулаш), за який дебютував 19 липня 2013 року в нічийному (1:1) домашньому поєдинку 1-го туру Другої ліги проти «Сенеця». Віктор вийшов на поле на 63-й хвилині, замінивши Маріана Ференца. За команду відіграв 2 матчі, після чого залишив колектив з Ліптовського Мікулаша.
24 квітня 2014 року підписав контракт з тернопільською «Нивою». Дебютував за тернополян 26 квітня 2014 року в програному (0:1) виїзному поєдинку 25-го туру Першої ліги проти армянського «Титану». Сахнюк вийшов на поле в стартовому складі, а на 61-й хвилині його замінив Сергій Загинайлов. Єдиним голом за «Ниву» відзначився 12 травня 2014 року на 13-й хвилині анульованого нічийного (1:1) виїзного поєдинку 27-го туру Першої ліги проти харківського «Геліоса». Віктор вийшов на поле в стартовому складі, а на 84-й хвилині його замінив Ярослав Сворак. У футболці тернопільського колективу в Першій лізі зіграв 4 матчі та відзначився 1 голом. На початку січня 2015 року залишив «Ниву», потім відправився на перегляд до маріупольського «Іллічівця», але контракт з «іллічами» так і не було підписано. Тому Сахнюк перейшов до складу «Енергії». Дебютував за команду з Нової Каховки 29 березня 2015 року в програному (1:3) виїзному поєдинку 17-го туру Другої ліги проти «Черкаського Дніпра». Віктор вийшов на поле в стартовому складі та відіграв увесь матч. Дебютним голом за «Енергію» відзначився 11 травня 2015 року на 69-й хвилині програного (1:3) виїзного поєдинку 23-го туру Другої ліги проти стрийської «Скали». Сахнюк вийшов на поле в стартовому складі та відіграв увесь матч. У другій частині сезону 2014/15 років відіграв за колектив з Нової Каховки 11 матчів та відзначився двома голами, а по завершенні сезону покинув розташування команди.
Наприкінці червня 2015 року підписав контракт з краматорським «Авангардом», але, не зігравши жодного офіційного поєдинку за команду, залишив її розташування. Сезон 2015/16 років розпочав у нижчоліговому польському клубі «Сталь» (Горжице). У січні 2016 року повернувся до України. Проходив перегляд у МФК «Миколаїв», але «корабелам» не підійшов. Другу частину сезону 2015/16 років провів в аматорському клубі Агробізнес TSK. Напередодні старту наступного сезону повернувся до «Сталі» (Горжице). Сезон 2017/18 років провів у вірменському клубі «Еребуні», в складі якого зіграв 7 матчів (1 гол) у Першій лізі.
Напередодні старту наступного сезону підписав контракт з харківською «Коброю». Дебютував за харківський колектив 28 липня 2018 року в програному (0:2) домашньому поєдинку 2-го туру Першої ліги проти МФК «Миколаїв». Сахнюк вийшов на поле в стартовому складі, а на 65-й хвилині його замінив Олександр Безродній. У складі «Кобри» зіграв 2 матчі в Першій лізі, а після розформування клубу отримав статус вільного агента. На початку вересня 2018 року перейшов до криворізького «Гірника». Дебютував у складі криворізького клубу 9 вересня 2018 року в нічийному (2:2) домашньому поєдинку 8-го туру Другої ліги проти «Кременя». Віктор вийшов на поле на 46-й хвилині, замінивши Романа Прятуна. В складі «гірників» відіграв весь сезон та записав до свого активу 20 матчів у в всіх турнірах, в яких відзначився 6 голами.
Першу частину нового сезону провів у складі сімферопольської «Таврії», де відзначився 2 забитими голами в 11 матчах. А на початку березня 2020 року підписав контракт з чернівецьким футбольним клубом «Буковина», за який колись виступав його старший брат Григорій. В 2021 та 2022 році кар'єру провів у клубах: «Дніпро» (Черкаси), «Тростянець» та «Рубікон». Загалом в складі останніх чотирьох команд провів 48 офіційних матчів у всіх турнірах, в яких відзначився 3 голами. Перед стартом 2023/24 сезону став гравцем київського клубу «Локомотив».

#### В збірній
Викликався до складу молодіжної збірної України, у футболці якої в 2010 році під керівництвом відомого «динамівця» Павла Яковенка провів 4 поєдинки.

## Особисте життя
Брат, Григорій Сахнюк, також професіональний футболіст.